# Amos Fröhlich
Amos Fröhlich (geboren als Walter Fröhlich; * 1930 in Tuttlingen) ist ein deutschstämmiger, nach Israel emigrierter Veterinärmediziner, Chronist und Zeitzeuge der NS-Zeit. 

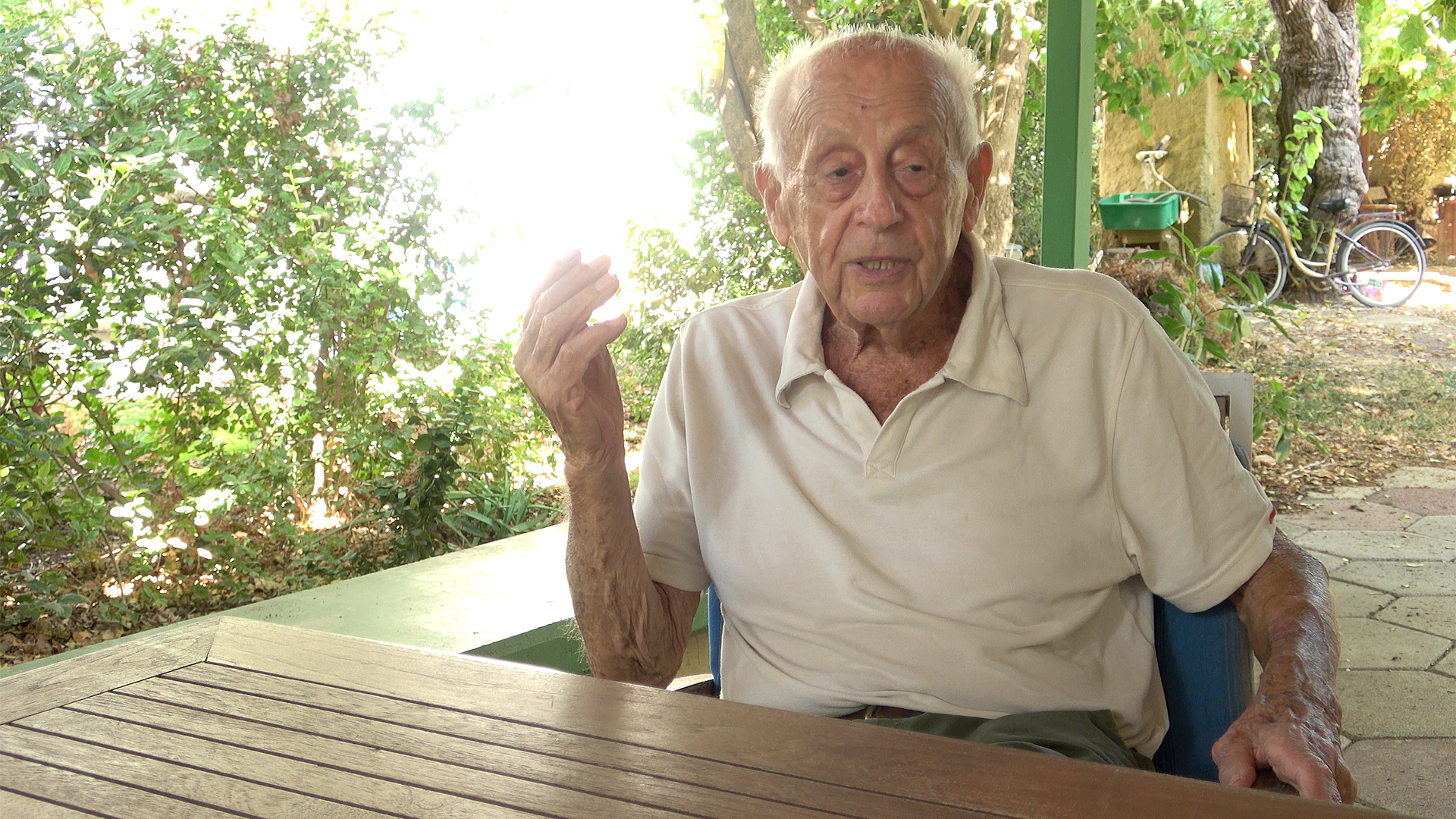
Amos Fröhlich bei einem Interview im September 2023

## Leben
Fröhlich wuchs in Tuttlingen auf. Sein Vater Julius Fröhlich stammte aus Rexingen. Im September 1938 schloss sich seine Familie den Rexinger Juden an, die ins damalige britische Mandatsgebiet Palästina flohen, als der Druck auf die jüdische Bevölkerung vonseiten der Nationalsozialisten zu groß wurde. Die Familie wurde Teil der einzigen Gruppenauswanderung während der NS-Zeit. Die Rexinger Juden gründeten im Norden des heutigen Israels den Kibbuz Shavei Zion.
Fröhlich wurde während des israelischen Unabhängigkeitskrieges zum Betriebsleiter des Kibbuz gewählt. In den 1950er-Jahren kehrte er nach Deutschland zurück, um ein Begabtenabitur zu machen. Anschließend studierte er Veterinärmedizin in München. Dort lernte er seine deutsche Frau kennen, mit der er später nach Shavei Zion zurückkehrte. Nicht nur im Ort, sondern in ganz Galiläa arbeitete er dann viele Jahre lang als Tierarzt.

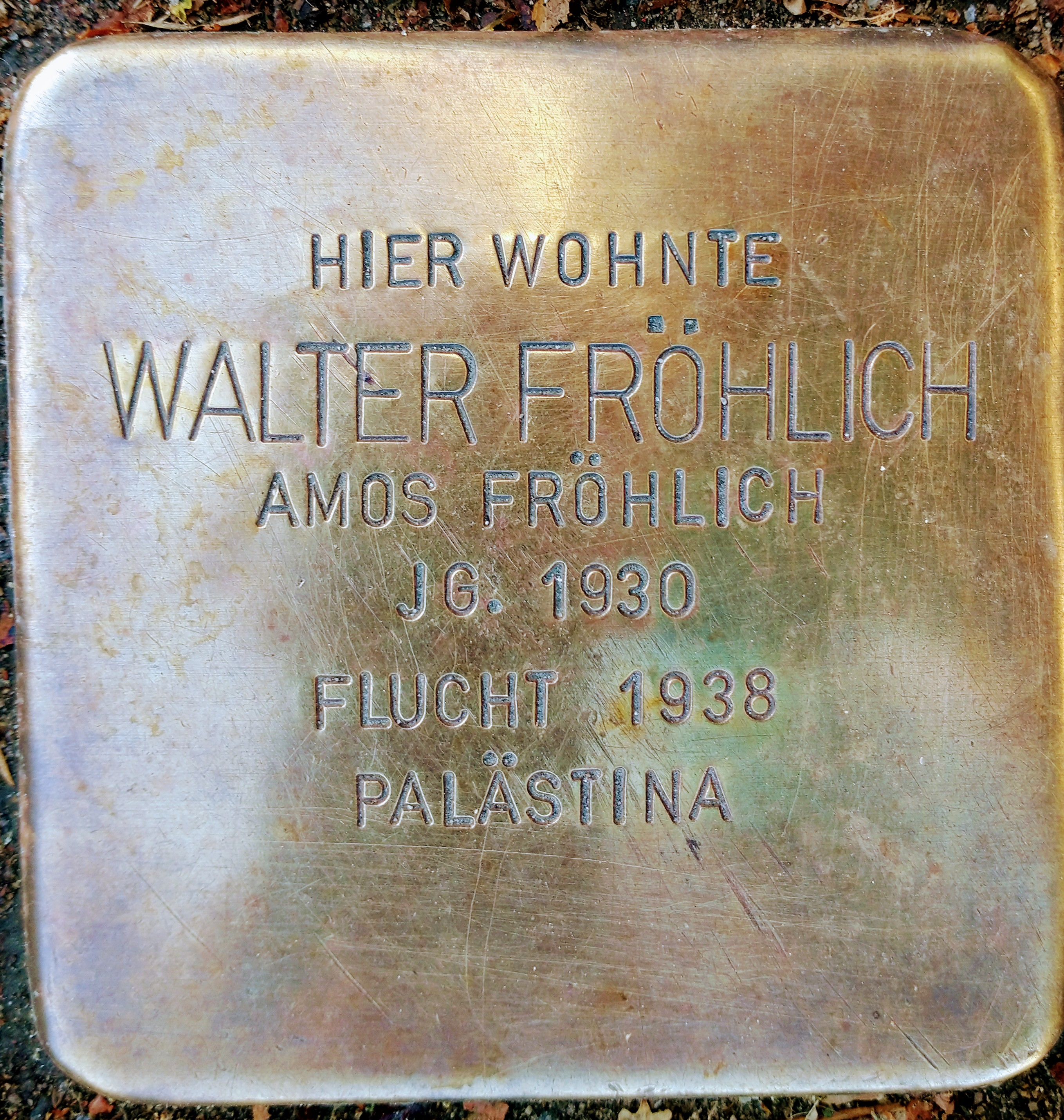
Stolperstein für Amos Fröhlich, Nendinger Allee 9, Tuttlingen

Am 2. Oktober 2015 wurde Fröhlich in Tuttlingen das Bundesverdienstkreuz am Bande zur Würdigung von „Fröhlichs langjähriges Engagement um Völkerverständigung und Aussöhnung“ verliehen. Bei Besuchen in Deutschland und mittels Videokonferenzen berichtet er immer wieder als Zeitzeuge von seinen Erlebnissen. 2021 ist sein Buch Rexingen – Zürich – Tuttlingen – Shavei Zion. Aus dem Leben meiner Familie im Barbara Staudacher Verlag erschienen. Zur Erinnerung an die Familie von Amos Fröhlich gibt es in Tuttlingen einen Julius-Fröhlich-Platz, der nach Amos Fröhlichs Vater, einem Viehhändler, benannt ist, zudem wurden Stolpersteine verlegt.

## Schriften
- Träger- und Förderverein Ehemalige Synagoge Rexingen (Hrsg.): Rexingen – Zürich – Tuttlingen – Shavei Zion. Aus dem Leben meiner Familie. Verlag Barbara Staudacher, Horb-Rexingen 2021, ISBN 978-3-928213-25-7.